# Tri-Cities Blackhawks 1946-1947
La stagione 1946-1947 dei Tri-Cities Blackhawks fu la prima nella storia della franchigia. I Blackhawks disputarono la NBL, chiudendo quinti in stagione regolare in Eastern Division con un record di 19-25, non qualificandosi per i play-off. Cominciarono la stagione con il nome di Buffalo Bisons, prima di trasferirsi a Moline.

## Roster
|  | Naz.                   | Ruolo | Sportivo       | Anno | Alt. | Peso |  |
|  | ---------------------- | ----- | -------------- | ---- | ---- | ---- |  |
|  | Stati Uniti (bandiera) | C     | Don Otten      | 1921 | 208  | 109  |  |
|  | Stati Uniti (bandiera) | AG    | Pop Gates      | 1917 | 188  | 88   |  |
|  | Stati Uniti (bandiera) | G     | Billy Hassett  | 1921 | 180  | 82   |  |
|  | Stati Uniti (bandiera) | AG    | Al Grenert     | 1919 | 183  | 86   |  |
|  | Stati Uniti (bandiera) | GA    | Howie Rader    | 1921 | 185  | 86   |  |
|  | Stati Uniti (bandiera) | AC    | Ed Lewinski    | 1918 | 193  | 95   |  |
|  | Stati Uniti (bandiera) | G     | Stan Waxman    | 1922 | 180  | 82   |  |
|  | Stati Uniti (bandiera) | AC    | Nick Grunzweig | 1918 | 196  | 98   |  |
|  | Stati Uniti (bandiera) | G     | Mel Thurston   | 1919 | 183  | 79   |  |
|  | Stati Uniti (bandiera) | GA    | Len Rader      | 1921 | 185  | 84   |  |
|  | Stati Uniti (bandiera) | AC    | Bob Sims       | 1915 | 198  | 100  |  |
|  | Stati Uniti (bandiera) | AG    | Wilbur Schu    | 1922 | 191  | 86   |  |
|  | Stati Uniti (bandiera) | GA    | Nat Hickey     | 1902 | 180  | 82   |  |
|  | Stati Uniti (bandiera) | G     | Dick Starzyk   | 1921 | 178  | 82   |  |
|  | Stati Uniti (bandiera) | G     | Vic Siegel     | 1920 | 178  | 73   |  |
|  | Stati Uniti (bandiera) | AG    | Pat Rooney     | 1925 | 191  |      |  |
|  | Stati Uniti (bandiera) | G     | Leon Gauchat   | 1921 | 183  | 82   |  |
|  | Stati Uniti (bandiera) | G     | Ed Moeller     | 1919 | 183  | 79   |  |
|  | Stati Uniti (bandiera) | AC    | Paul Anthony   | 1924 | 196  | 88   |  |

## Staff tecnico
- Allenatore: Nat Hickey